# Православие в Хорватии
Православие в Хорватии — христианская деноминация на территории Хорватии. Из православных церквей в стране представлены: Сербская православная церковь, Болгарская православная церковь и Македонская православная церковь, которые официально признаны государством, а также непризнанная Хорватская православная церковь. С 2017 года также имеется присутствие Румынского патриархата
По данным переписи 2011 года число православных в Хорватии равнялось 190 143 человек, что составляет 4,44 % населения страны.